# Бовмор (Північна Кароліна)
Бовмор (англ. Bowmore) — переписна місцевість (CDP) в США, в окрузі Гоук штату Північна Кароліна. Населення — 76 осіб (2020).

## Географія
Бовмор розташований за координатами 34°56′9″ пн. ш. 79°18′0″ зх. д. / 34.93583° пн. ш. 79.30000° зх. д. (34.935847, -79.299959).  За даними Бюро перепису населення США в 2010 році переписна місцевість мала площу 8,59 км², уся площа — суходіл.

## Демографія
Згідно з переписом 2010 року, у переписній місцевості мешкали 103 особи в 38 домогосподарствах у складі 28 родин. Густота населення становила 12 осіб/км².  Було 51 помешкання (6/км²).
Расовий склад населення:
| - 54,4 % — чорних або афроамериканців - 25,2 % — корінних американців - 19,4 % — білих |

До двох чи більше рас належало 1,0 %. Частка іспаномовних становила 0,0 % від усіх жителів.
За віковим діапазоном населення розподілялося таким чином: 21,4 % — особи молодші 18 років, 65,0 % — особи у віці 18—64 років, 13,6 % — особи у віці 65 років та старші. Медіана віку мешканця становила 40,5 року. На 100 осіб жіночої статі у переписній місцевості припадало 80,7 чоловіків;  на 100 жінок у віці від 18 років та старших — 88,4 чоловіків також старших 18 років.
Цивільне працевлаштоване населення становило 0 осіб. 